# 城倉義衛
城倉 義衛（しろくら よしえ、1887年（明治20年）9月27日 - 1945年（昭和20年）9月13日）は、大日本帝国陸軍軍人。最終階級は陸軍中将。

## 経歴
1887年（明治20年）に長野県で生まれた。1908年（明治41年）5月27日に陸軍士官学校第20期を優等で卒業し、12月25日に歩兵少尉任官。その後歩兵科から憲兵科に転科し、1927年（昭和2年）に東京帝国大学法学部法学科卒業。1934年（昭和9年）に陸軍憲兵大佐に進級、憲兵司令部警務部長に就任し、二・二六事件の処理に当たった。1936年（昭和11年）に京城憲兵隊長、1937年（昭和12年）に関東憲兵隊総務部長を歴任。
1938年（昭和13年）3月に陸軍少将に進級し、7月に関東憲兵隊司令官に就任。1940年（昭和15年）3月に陸軍憲兵学校長を経て、12月に陸軍中将に進級し、憲兵司令部本部長に就任。1941年（昭和16年）に北支那派遣憲兵隊司令官に転じ、中国大陸に出動。1943年（昭和18年）8月26日に待命、8月30日に予備役に編入された。予備役編入後は中部国民勤労訓練所長を務め、終戦を迎えた1945年（昭和20年）9月13日に愛知県で自決した。自決の理由や状況は不明である。